# Emil Folea
Emil Folea (n. 17 iunie 1884, Mureș – d. 17 ianuarie 1951, Sighișoara) a fost un deputat în Marea Adunare Națională de la Alba Iulia, organismul legislativ reprezentativ al „tuturor românilor din Transilvania, Banat și Țara Ungurească”, cel care a adoptat hotărârea privind Unirea Transilvaniei cu România, la 1 decembrie 1918.

## Biografie
A fost avocat în Târnava Mare.

## Activitate politică
După 1918 a fost deputat și prefect al județului Târnava-Mare.